# سولکا
شهر سولکا (به رومانیایی: Solca) در شهرستان سوچاوا در کشور رومانی واقع شده‌است. جمعیت این شهر ۴٬۶۸۷ نفر  است.